# Extractor de miere

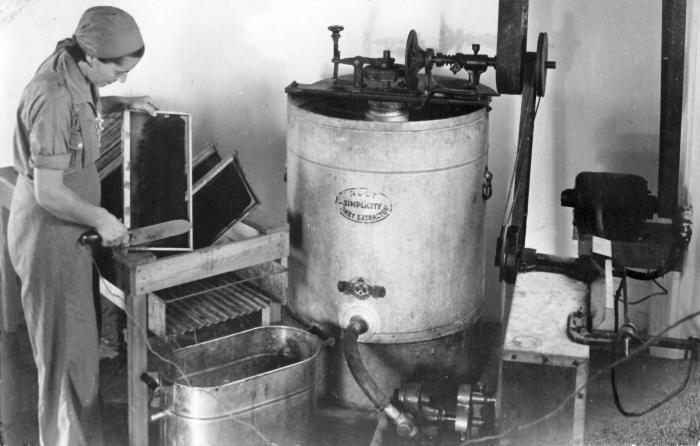
Decaparea și extragerea mierii într-un kibuț israelian în anii 1940

Un extractor de miere este un dispozitiv mecanic folosit la extracția mierii din faguri. Un extractor de miere extrage mierea din fagure fără a-l distruge Extractoarele funcționează cu forță centrifugă. Un tambur sau un recipient ține un coș cu cadru care se rotește, aruncând mierea afară. Cu această metodă, pieptenele de ceară rămâne intact în cadru și poate fi reutilizat de albine.
Albinele acoperă celulele umplute cu capac de ceară care trebuie îndepărtat (tăiat cu cuțitul, etc.) înainte de centrifugare.

## Istorie
În 1838, Johann Dzierzon, un preot și apicultor german romano-catolic a conceput primul stup practic cu faguri mobili, permițând manipularea fagurilor individuali fără a distruge structura stupului. Această idee a fost dezvoltată în continuare de L. L. Langstroth, un pastor și apicultor american din Philadelphia, Pennsylvania, care și-a brevetat designul stupului în 1852. Aceste rame au reprezentat o îmbunătățire majoră față de vechea metodă de apicultură folosind trunchiuri de copaci scobite. Cu toate acestea, nu s-a găsit nicio metodă care să extragă cu ușurință mierea.
Extractorul a fost inventat în vara anului 1865, de Franz Hruschka, un fost ofițer în armata austriacă care era până atunci apicultor în Italia. Data exactă a invenției nu este cunoscută, dar la 1 iulie 1865, el a explicat într-un articol din Eichstraett Beekeeping News vechea sa metodă de a extrage mierea. Acest articol ar fi fost scris în mai sau iunie a acelui an. În septembrie 1865, face anunțul la Conferința Apicultorilor de la Brno despre noua sa invenție: extractorul centrifugă. Primul model a fost construit de Bollinger Manufacturer din Viena, Austria.
Prima versiune a fost o cutie simplă de tablă atașată de un cablu de sârmă cu o pâlnie în partea de jos de care era prins un pahar pentru a colecta mierea. Extragerea a fost totuși lentă și a necesitat mult efort din partea apicultorului. A doua versiune a folosit același design, dar atașat la un braț în partea de sus a unui trepied. Versiunea finală semăna cu ceea ce recunoaștem astăzi ca un extractor cu cadă rotundă familiară.

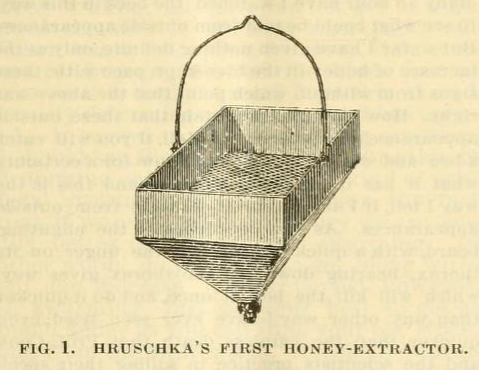
Extractor De Hruschka (prima versiune)
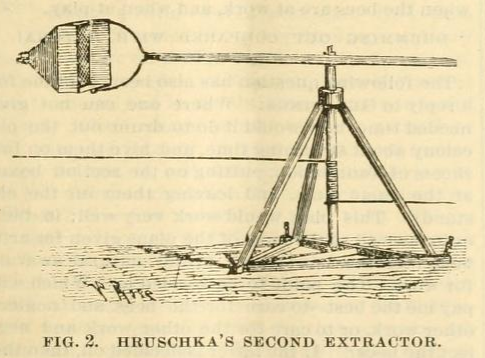
Extractor De Hruschka (a doua versiune)
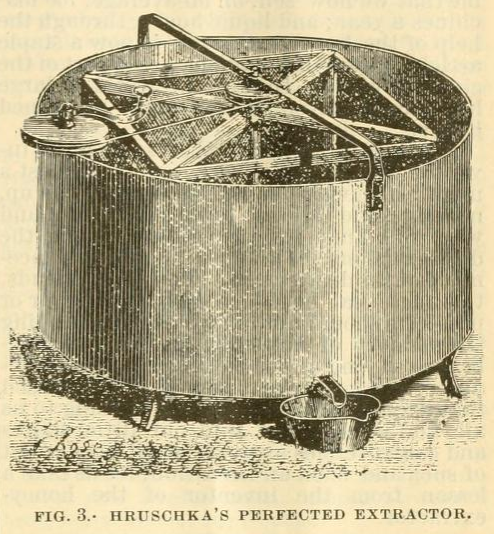
Extractor De Hruschka (versiunea finală)

Modelele la scară ale celor trei versiuni ale extractoarelor au fost prezentate în august 1868 la Exposition des Insectes (Expoziția Insectelor) din Paris, Franța. Ideea a fost publicată curând în mai multe ziare apicole din întreaga lume, iar extractoarele au fost fabricate de mai mulți vânzători și vândute în întreaga lume pe baza ideii sale